# فيلومينا موريتي
فيلومينا موريتي (بالإيطالية: Filomena Moretti)‏ هي عازفة الغيتار الكلاسيكي وعازفة قيثارة إيطالية، ولدت في 1973 في ساساري في إيطاليا.

## وصلات خارجية
- فيلومينا موريتي على موقع ميوزك برينز (الإنجليزية)
- فيلومينا موريتي على موقع أول ميوزيك (الإنجليزية)
- فيلومينا موريتي على موقع ديسكوغز (الإنجليزية)